# 寡關節炎
寡關節炎（源自希臘語oligos，即「少」或「寡」）是指在發病的前六個月內，關節炎影響到 2 到 4 個關節。若一次同時有五個或五個以上的關節發炎，則稱為多關節炎；若一次只有一個關節就是單關節炎。

## 類型
有兩個子類別：
- 持續性寡關節炎：整個疾病過程中，影響的關節總數不超過 4 個
- 擴展性寡關節炎：在發病的六個月後，影響的關節總數會超過 4 個

## 外部連結
- Medical Glossary of the Spondylitis Association of America
- Pauciarticular juvenile rheumatoid arthritis (oligoarthritis) （页面存档备份，存于）